# Polyura geminata
Polyura geminata là một loài thực vật có hoa trong họ Thiến thảo. Loài này được (Wall. ex G.Don) Hook.f. miêu tả khoa học đầu tiên năm 1868. Đây cũng là loài duy nhất trong chi Polyura.